# Kilnhurst
Kilnhurst – wieś w Anglii, w hrabstwie ceremonialnym South Yorkshire, w dystrykcie metropolitalnym Rotherham. Leży 15 km na północny wschód od miasta Sheffield i 232 km na północ od Londynu. Miejscowość liczy 2775 mieszkańców.